# Pycnopota manni
Pycnopota manni är en tvåvingeart som beskrevs av Mario Bezzi 1926. Pycnopota manni ingår i släktet Pycnopota och familjen hoppflugor.
Artens utbredningsområde är Bolivia. Inga underarter finns listade i Catalogue of Life.